# Lupinus bingenensis
Lupinus bingenensis är en ärtväxtart som beskrevs av Wilhelm Nikolaus Suksdorf.
Lupinus bingenensis ingår i släktet lupiner och familjen ärtväxter.

## Underarter
Arten delas in i följande underarter:
- Lupinus bingenensis bingenensis
- Lupinus bingenensis dubius
- Lupinus bingenensis subsaccatus